# Иванов, Трифон
Три́фон Маринов Ива́нов (болг. Трифон Маринов Иванов; 27 июля 1965, Велико-Тырново — 13 февраля 2016, Самоводене, Великотырновская область) — болгарский футболист, по мнению многих, один из лучших защитников в истории Болгарии.

## Клубная карьера
Футбольную карьеру он начал в Велико-Тырново в клубе «Этыре». Выступал за клубы Болгарии, Испании, Швейцарии и Австрии. Успешнее всего играл за софийский ЦСКА, где стал двукратным чемпионом Болгарии, и в венском «Рапиде», в котором сыграл в финале Кубка кубков 1996 в Брюсселе. Карьеру Иванов закончил летом 2001 года в небольшом клубе ФАК из Вены.
После завершения карьеры занимался автозаправочным бизнесом в родном Велико-Тырново. Умер 13 февраля 2016 года от инфаркта. Ранее врачи советовали ему похудеть и избавиться от вредных привычек.

## Карьера в сборной
За сборную Иванов дебютировал в 1988 году. В дальнейшем стал одним из её основных игроков. Участвовал в ЧМ-1994, ЧЕ-1996 и ЧМ-1998. В отборочном матче к ЧМ-1998 в Софии с паса Христо Стоичкова забил решающий гол в ворота сборной России, который вывел болгар на чемпионат мира.

## Достижения
- Чемпион Болгарии — 1988/89, 1989/90
- Чемпион Австрии — 1995/96
- Обладатель Кубка Болгарии — 1988/89
- Финалист Кубка кубков — 1995/96
- Серебряный призёр чемпионата Австрии — 1996/97
- Бронзовый призёр чемпионата Болгарии — 1997/98
- Лучший футболист Болгарии — 1996.
- Орден «Стара-планина» I степени (20 июля 1994 года)[8]
- Почётный гражданин Софии.
- Почётный гражданин Велико-Тырново.

## Интересные факты
- Иванов имел очень длинные волосы и густую щетину на лице. За это он удостоился прозвища «Волк», а сайт Goal.com включил его в список самых старо выглядящих футболистов[9].